# 佐賀市内アナログテレビ中継局
佐賀市内アナログテレビ中継局（さがしないアナログちゅうけいきょく）は、佐賀県佐賀市に置かれているアナログテレビ中継局の総称。

## 概要
- 当アナログテレビ中継局は、｢肥前大和中継局｣・｢大和川上中継局｣・｢肥前富士中継局｣の3中継局の総称で、佐賀市の旧町村域へ電波を発射していた。

## 歴史
- 1972年（昭和47年）5月22日 - 肥前大和局開局
- 1976年（昭和51年）12月7日 - 肥前富士局開局
- 1981年（昭和56年）10月23日 - 大和川上局開局
- 2011年（平成23年）7月24日 - 全局廃局

## 送信施設概要
| 放送局名          | チャンネル     | 空中線電力          | ERP                  | 放送対象地域   | 放送区域内世帯数 | 偏波面         |
| 肥前大和中継局    | 肥前大和中継局 | 肥前大和中継局      | 肥前大和中継局       | 肥前大和中継局 | 肥前大和中継局   | 肥前大和中継局 |
| ----------------- | -------------- | ------------------- | -------------------- | -------------- | ---------------- | -------------- |
| NHK佐賀総合テレビ | 59ch           | 映像3W /音声750mW   | 映像23W /音声5.8W    | 佐賀県         | 約-世帯          | 水平偏波       |
| NHK佐賀教育テレビ | 56ch           | 映像3W /音声750mW   | 映像24W /音声6W      | 全国           | 約-世帯          | 水平偏波       |
| stsサガテレビ     | 45ch           | 映像3W /音声750mW   | 映像24W /音声6.1W    | 佐賀県         | 約-世帯          | 水平偏波       |
| 大和川上中継局    |                |                     |                      |                |                  |                |
| NHK佐賀総合テレビ | 46ch           | 映像100mW /音声25mW | 映像580mW /音声145mW | 佐賀県         | 約-世帯          | 垂直偏波       |
| NHK佐賀教育テレビ | 51ch           | 映像100mW /音声25mW | 映像580mW /音声145mW | 全国           | 約-世帯          | 垂直偏波       |
| stsサガテレビ     | 37ch           | 映像100mW /音声25mW | 映像630mW /音声155mW | 佐賀県         | 約-世帯          | 垂直偏波       |
| 肥前富士中継局    |                |                     |                      |                |                  |                |
| NHK佐賀総合テレビ | 46ch           | 映像3W /音声750mW   | 映像12W /音声3.1W    | 佐賀県         | 約-世帯          | 水平偏波       |
| NHK佐賀教育テレビ | 54ch           | 映像3W /音声750mW   | 映像12W /音声3.1W    | 全国           | 約-世帯          | 水平偏波       |
| stsサガテレビ     | 48ch           | 映像3W /音声750mW   | 映像12W /音声3.1W    | 佐賀県         | 約-世帯          | 水平偏波       |

## 中継局置局住所（全て佐賀市）
- 肥前大和局 - 金立町大字金立（梅野）字金立（梅野）山国有林56林班な小班金立山及び佐賀市金立町大字金立字金立梅野山国有林59林班の小班
- 大和川上局 - 大和町久地井字平原3254番地の長崎自動車道佐賀大和IC北方高地
- 肥前富士局 - 富士町大字関屋字東岳4913番地88号の権現山

## その他
- サガテレビ大和川上中継局のみ、デジタル中継局の置局予定はない。